# Frenchburg
Frenchburg – miasto w Stanach Zjednoczonych, w stanie Kentucky, siedziba administracyjna hrabstwa Menifee.